# Мері Цингу
Мері Цингу-Мензел (англ. Mary Tsingou-Menzel, ім'я при народженні — Мері Цингу (англ. Mary Tsingou); 14 жовтня 1928, Мілвокі, Вісконсин, США) — американська вчена-фізик і математик грецького походження. Відома як одна з перших програмістів комп'ютера MANIAC у Лос-Аламоської національної лабораторії і за спільною роботою з Енріко Фермі, Джоном Пастою і Станіславом Улямом, яка проклала шлях для розвитку теорії хаосу і обчислювальної науки.

## Біографія
Народилася в сім'ї греків, вихідців з Болгарії. Після Великої депресії родина покинула США, щоб провести кілька років у Болгарії. 1940 року вони повернулися до США, де Цингу відвідувала середню школу та коледж.
Здобула математичну освіту 1951 року в Університеті Вісконсин-Медісон. Після цього 1955 року здобула магістерський ступінь у Мічиганському університеті.
1953 року дослідницька група в складі фізиків Енріко Фермі, Джона Пасти, математика Станіслава Уляма і програміста Мері Цингу-Мензел сформулювала парадокс у теорії хаосу, який отримав назву парадокс Фермі — Пасти — Уляма.
1958 року одружилась із Джозефом Мензелем.
2008 року в науковому журналі «Physics Today» було опубліковано статтю французького фізика Тьєррі Доксуа (Thierry Dauxois), в якій її автор закликав перейменувати парадокс Фермі — Пасти — Уляма на парадокс Фермі — Пасти — Уляма — Цингу, тим самим належним чином визнати науковий внесок Цингу-Мензел. З того часу ця зміна має відображатися у всіх роботах, в яких згадується даний парадокс.

## Публікації
- J. L. Tuck; M. T. Menzel (1972). «The superperiod of the nonlinear weighted string (FPU) problem». Advances in Mathematics (v. 9, pp. 399–407).
- Joseph J. Devaney, Albert G. Petschek, Mary Tsingou Menzel. On the Production of Heavy Uranium Isotopes in a Very High Density Fast Neutron Flux. Los Alamos Scientific Laboratory of the University of California, 1958; 17 pg.s.